# انتخابات الرئاسة الغابونية 1979
انتخابات الرئاسة الغابونية 1979 هي الانتخابات الرئاسية التي جرت في 30 ديسمبر 1979، فاز بالانتخابات عمر بونغو.

## المرشحين
| المرشح    | الحزب | عدد الأصوات |
| --------- | ----- | ----------- |
| عمر بونغو |       |             |